# San Antonio de Guerra
San Antonio de Guerra è un comune della Repubblica Dominicana di 34.553 abitanti, situato nella Provincia di Santo Domingo. Comprende, oltre al capoluogo, un distretto municipale: Hato Viejo.